# Petrykozy (powiat Opoczyński)
Petrykozy is een dorp in de Poolse woiwodschap Łódź. De plaats maakt deel uit van de gemeente Białaczów.

## Verkeer en vervoer
- Station Petrykozy